# Podochileae
Podochileae – plemię roślin z rodziny storczykowatych (Orchidaceae). Obejmuje 2 podplemiona, 28 rodzajów oraz około 1300 gatunków. Rośliny występują w krajach Afryki, Azji oraz w Australii.

## Systematyka
Plemię sklasyfikowane do podrodziny epidendronowych (Epidendroideae) w rodzinie storczykowatych (Orchidaceae), rząd szparagowce (Asparagales) w obrębie roślin jednoliściennych.
Wykaz podplemion
- Eriinae Benth.
- Thelasiinae Pfitzer